# Prunus eburnea
Prunus eburnea är en rosväxtart som först beskrevs av Édouard Spach, och fick sitt nu gällande namn av Aitch. Prunus eburnea ingår i släktet prunusar, och familjen rosväxter. Inga underarter finns listade i Catalogue of Life.